# Castlegate bunker

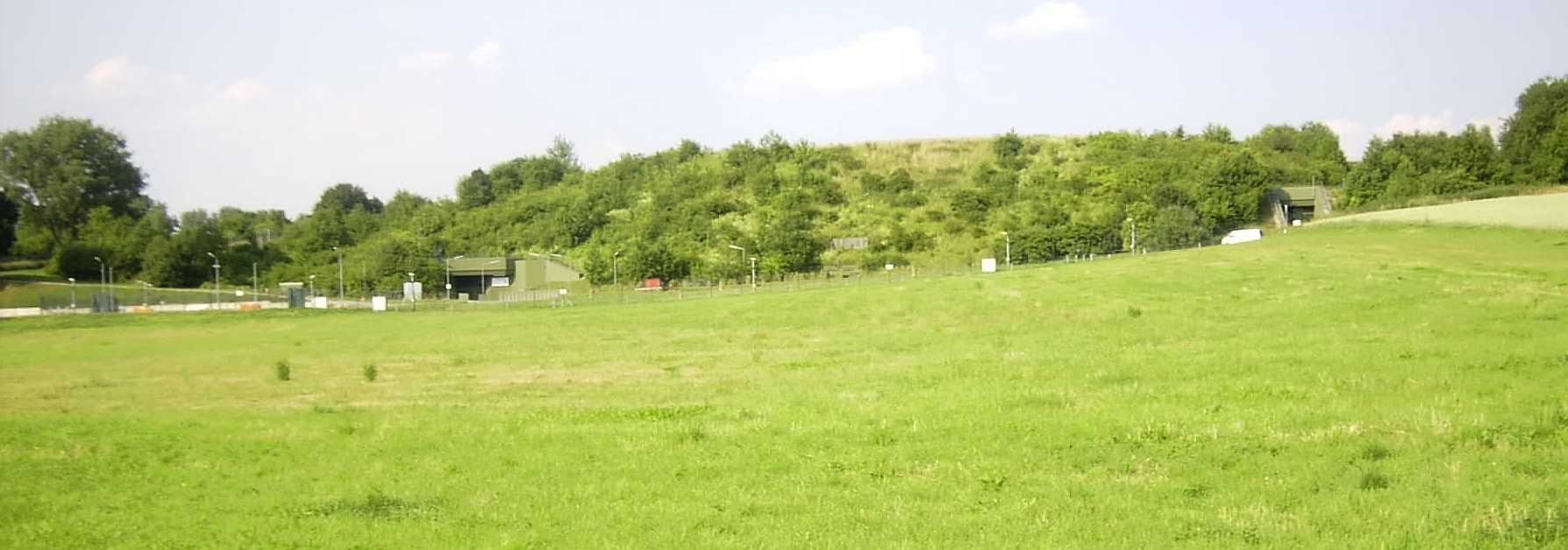
NAVO-bunker

Castlegate bunker is de codenaam voor een ondergrondse NAVO-bunker in de stad Linnich in Duitsland en wordt officieel als Static War Headquarters (SWHQ) Castlegate for Joint Force Command (JFC) Headquarters Brunssum aangeduid. Omdat de bunker ontworpen is als oorlogscommandopost moet hij maximale bescherming bieden aan haar bemanning in vredes- en oorlogstijd.
Het bunkercomplex is 14.000 vierkante meter (53 m lang en 45 m breed) en heeft zes onderaardse verdiepingen (tot 28 meter diep). Hij biedt beschutting tegen conventionele, biologische of chemische aanvallen en tegen schokgolven en elektromagnetische impulsen van dichtbij inslaande kernwapens. Het heeft genoeg voorraden om 500 man voor minstens 2 maanden te onderhouden.

## Geschiedenis
De eerste ontwikkelings- en bouwplannen zijn in 1962 in de Koude Oorlog gemaakt. Oorspronkelijk was het plan dat het NAVO-stafcommando, in vredestijd gelegerd in Mönchengladbach-Rheindahlen in het 'joint headquarters' (JHQ) naar de Castlegate bunker zou worden overgebracht. De plannen voor de bunkerbouw werden in 1969 goedgekeurd en de bouw vond plaats tussen 1984 en 1992. Hij was al operationeel vanaf 1988 maar de infrastructuur was pas compleet in 1996 na de installatie van alle elektronische en chemische filterelementen. Door het einde van de Koude Oorlog en door budgetinkrimpingen werd het initiële doel van Castlegate overbodig.
Vanaf 2007 zal in tijden van crisis of oorlog het NAVO Allied Joint Force Command Brunssum in Brunssum naar de bunker worden overgebracht.